# Ficopomatus macrodon
Ficopomatus macrodon är en ringmaskart som beskrevs av Rowland Southern 1921. Ficopomatus macrodon ingår i släktet Ficopomatus och familjen Serpulidae. Inga underarter finns listade i Catalogue of Life.